# کورنگتسا
کورنگتسا (به لهستانی:  Kórnica) یک روستا در لهستان است که در گمینا کراپکوویتسه واقع شده‌است.